# Ringsjön
För andra betydelser, se Ringsjön (olika betydelser).

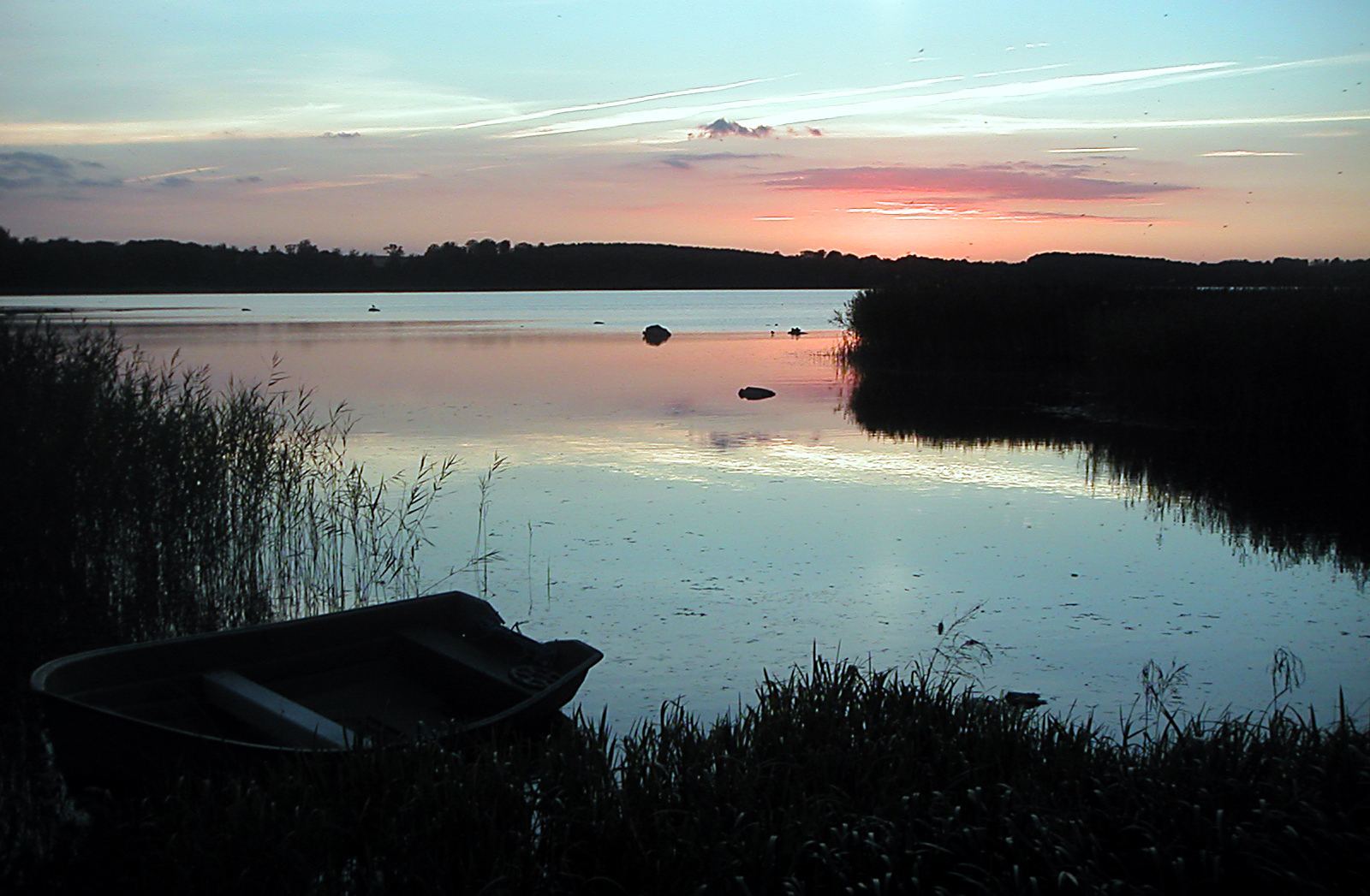
Skymning över Ringsjön

Ringsjön är en sjö i Skåne län och Skånes näst största sjö. Ringsjön delas upp i Östra Ringsjön, Västra Ringsjön och Sätoftasjön. Den sistnämnda betraktas ibland som en del av Östra Ringsjön. Västra Ringsjön ligger i Eslövs och Höörs kommuner, medan Östra Ringsjön ligger i Höörs samt Hörby kommuner. De två sjöarna delas av en udde längs vilken Riksväg 23 löper igenom fritidshusområdet Gamla Bo. Totalt har Östra och Västra Ringsjön samt Sätoftasjön ett avrinningsområde som är 395 km². Från Ringsjön rinner Rönne å nordväst mot Skälderviken. På sina ställen är ån segelbar. Halvön Lillö är rester av en vulkan och den är även känd för sitt naturreservat med jätteaspar. Mitt i sjön, på det som tidigare var en ö, ligger Bosjökloster med anor tillbaka till 1100-talet. Ringsjöns nivå är reglerad och medelvattenhöjden över havet är 53,5 m. Det största djupet är 17 meter.
Tillflöden till sjön är Hörbyån, Kvesarumsån och Höörån.

## Historia
Under äldre stenåldern var Ringsjön betydligt större och det 12 km² stora område nordväst om sjön, som idag utgörs av Ageröds och Rönneholms mossar, utgjorde en grund fornsjö som hängde ihop med västra Ringsjön. Den grunda sjön var speciellt rik på fisk och andra resurser som utnyttjades av folk under stenåldern. Runt hela Ringsjön och mossarna finns ett stort antal stenåldersboplatser varav många blivit föremål för undersökning av arkeologer. Geologiska och arkeologiska undersökningar har visat att Ringsjöns vattennivå har varierat kraftigt genom årtusendena. År 1883 beslutade sig godsherren på Rönneholms slott att dränera sjön och sänkte vattenytan drygt 1,5 m. Det innebar att delar av sjöns dåvarande yta torrlades och blev till åker och ängsmark. Torvmarkerna nordväst om sjön kunde också exploateras i större omfattning då de kunde dräneras djupare genom sänkningen av Rönne å.

## Miljö
Övergödning från jordbruket har orsakat ett mycket näringsrikt vatten vilket har fått fiskbestånden att minska. Ringsjön var före Bolmentunnelns tillkomst en viktig vattentäkt för Helsingborgsområdet och vattenverket i Stehag används fortfarande. Sjön är en reservvattentäkt i händelse av att Bolmentunneln skulle fallera för att klara västra Skånes vattenförsörjning. En kritisk punkt är att sjön genomkorsas av en större väg ( Riksväg 23 vid Gamla Bo ) med ÅDT på drygt 8000 fordon (2015). En trafikolycka där kan innebära kritisk förgiftning av sjön. Det har därför förekommit diskussioner och planeringar från myndigheternas sida att flytta vägen till ett nytt läge (se artikeln om Riksväg 23), ännu är inget bestämt.
I Ringsjön finns abborre, braxen, löja, gädda, gös, karp, lake, mört, regnbåge, ruda, sarv, sik, sutare, ål, öring. Ringsjön har de senaste årtiondena lidit av övergödningsproblem och återkommande algblomningar. Åtgärder för att aktivt reducera halten av närsalter, öka siktdjupet samt främja den biologiska mångfalden har genomförts i två omgångar. Dels i slutet av 80-talet och början av 90-talet och dels sedan 2005. Åtgärderna består främst av reduktionsfiske med hjälp av trålning av vitfisk. Projektet drevs från början av  Ringsjökommittén. Sedan 2007 drivs det av Ringsjöns vattenråd.
- 2005 - 2008 Reduktionsfisket sker inom Projekt Ringsjön, ett så kallat NIP-projekt. Det var ett, till 50 %, statligt finansierat projekt.
- 2008 - 2012 Reduktionsfisket finansieras av Höörs kommun, Hörby kommun, Eslövs kommun samt av Sydvatten AB.
- 2012 - 2013 Algae Be Gone!, reduktionsfisket finansieras till 50 % av EU (Interreg IV A).
- 2014 - Reduktionsfisket finansieras åter av Höörs kommun, Hörby kommun, Eslövs kommun samt av Sydvatten AB.[5]

## Etymologi
Namnet Ringsjön är tolkat som att det antingen har med Rönne å att göra eller att det åsyftar en rund form.